# 機動阻止システム
機動阻止システム（きどうそしシステム、MOBILITY DENIAL SYSTEM）とは、アメリカ軍が研究している非致死性兵器の一つである。
原理は地面に良く滑る液体を撒いて相手が立っていられなくする事で戦闘能力を無力化する。

気温が0度～50度の範囲で効果を発揮することができ、効果は6～12時間続く。

常温常圧で安定しており、毒性も低いので、そのまま消火器や放水銃のようなもので散布することが可能である。
600平方メートル（25m×24m）地域をおおうのに十分な材料を載せたポータブルシステムの重さは約10キロになる。
この液体を地面に撒くことで、摩擦係数を0.01以下にまで低下させることが出来る。氷ですら0.05はあるので氷の上よりも滑ることになり、自動車なども滑ってまともに進むことは出来ない。
この液体は水分が蒸発すると滑らなくなる。自然乾燥を待ってから粉末化した添加剤を掃除機で吸い取れば原状回復が可能であるため、道路や室内などでも汚損を心配することなく撒く事が出来る。

## 成分
散布剤は水95%に陰イオン界面活性剤とポリアクリルアミドを5%加えて攪拌して乳化させたゲル状の液体である。